# تونگسرام
تونگسرام (انگلیسی: Tungsram) شرکت تجهیزات نورپردازی مجارستانی است، که در سال ۱۸۹۶ تأسیس شد.